# 基列特湖
55°55′40″N 60°44′10″E / 55.92778°N 60.73611°E
基列特湖（俄语：Киреты），是俄羅斯的湖泊，位於該國西南部車里雅賓斯克州，由卡斯利區負責管轄，長5.5公里、寬2.5公里，面積7.4平方公里，海拔高度230米，平均水深3.7米，最大水深6米。